# Taisto Halonen
Taisto Ilmari Halonen (ur. 20 maja 1960 w Sodankylä) – fiński zapaśnik walczący w stylu klasycznym. Dwukrotny olimpijczyk. Siódmy w Moskwie 1980 i szósty w Los Angeles 1984. Walczył w kategorii 52 kg.
Czwarty na mistrzostwach świata w 1981 i 1983. Czwarty na mistrzostwach Europy w 1981. Zdobył sześć medali na mistrzostwach nordyckich w latach 1978–1988.